# 光陽駅

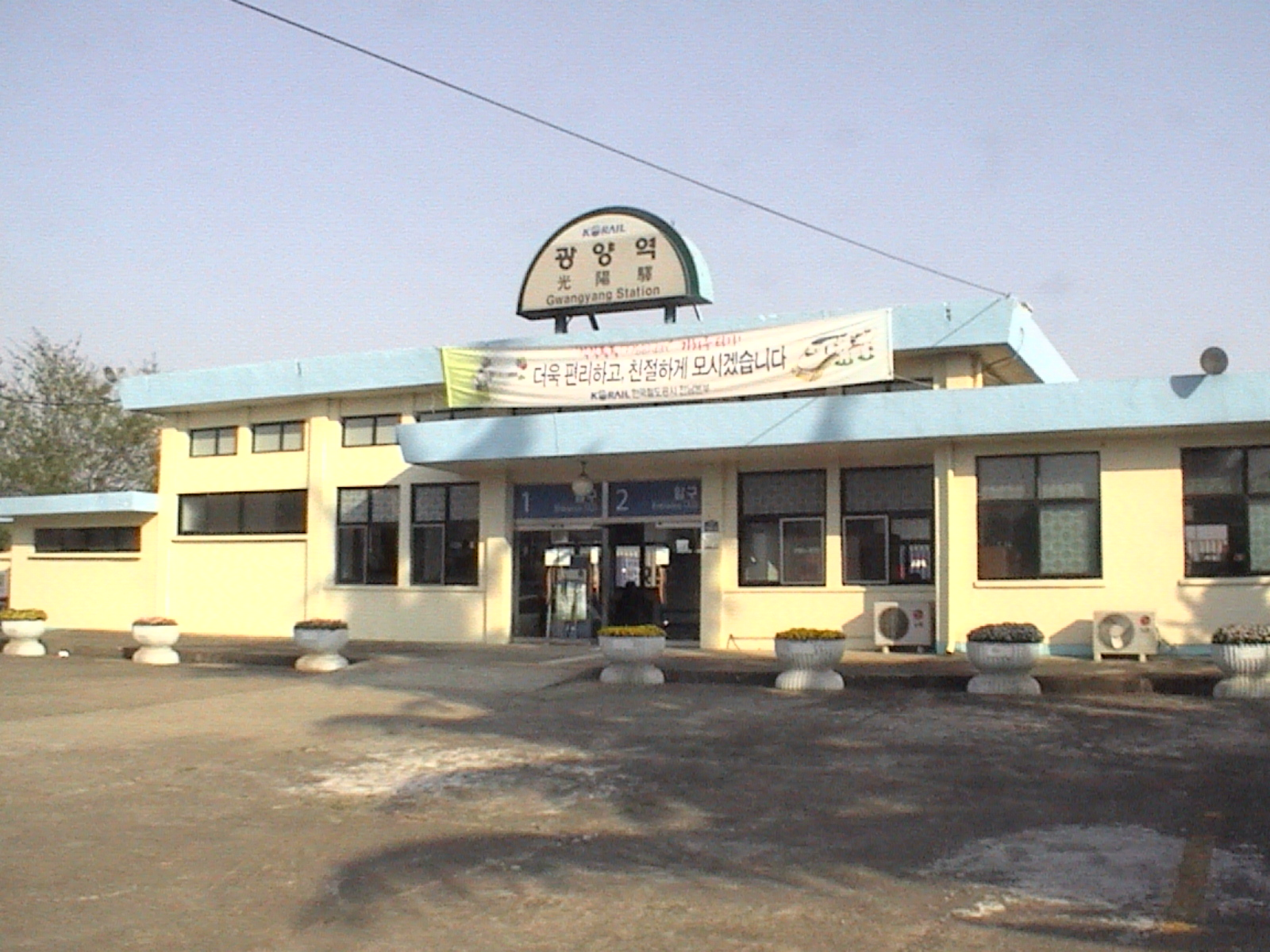
旧駅舎(2010年5月)

光陽駅 （クァンヤンえき/こうようえき）は、大韓民国全羅南道光陽市にある、韓国鉄道公社の駅である。

## 利用可能な路線
- 韓国鉄道公社
  - 慶全線
  - 光陽製鉄線（貨物線）

## 駅構造
- 島式ホーム2面4線の地上駅。

## 歴史
- 1967年2月9日：開業[1]。
- 2011年5月25日：現在地に移設。
- 2016年7月14日：晋州駅 - 当駅間の複線新線51.5kmが完成[2]。

## 隣の駅
慶全線
津上駅 - 光陽駅 - (平和信号場) - 順天駅
全慶三角線（平和信号場から分岐）
光陽駅 - (平和信号場) - 星山駅
光陽製鉄線
光陽駅 - 草南駅